# 莫申斯科耶區
58°31′N 34°34′E / 58.517°N 34.567°E
莫申斯科耶區（俄语：Мошенской район），是俄羅斯的一個區，位於該國西北部，由諾夫哥羅德州負責管轄，始建於1927年10月1日，面積2,568平方公里，2010年人口7,309，人口密度每平方公里2.85人。